# Elsa Selander
Evy Elsa Margareta Selander, född 5 april 1906 i Höör, död 26 oktober 1960 i Björnstorp, Gödelövs socken, Skåne, var en svensk musikpedagog och målare.
Hon var dotter till bokhandlaren Holger Bonderup och Emma Nord och från 1930 gift med folkskolläraren Uno Selander.Hon avlade kantor och organistexamen 1923 och fortsatte därefter med att studera sång och musik i Köpenhamn. Efter studierna arbetade hon några år som musikpedagog i Malmö men hennes intresse för konst medförde att hon övergick till måleriet. Hon studerade vid Skånska målarskolan i Malmö 1936–1938 och vid Otte Skölds målarskola i Stockholm 1939 samt genom självstudier under resor till, Danmark, Norge, Spanien, Frankrike och Jugoslavien. Separat ställde hon ut ett flertal gånger i Malmö och hon ställde ut separat på Galerie Æsthetica i Stockholm 1949 och på Norrköpings konstmuseum 1953. Hon medverkade i samlingsutställningar arrangerade av Skånes konstförening och Sveriges allmänna konstförening. Hennes konst består av stilleben, figurkompositioner, landskapsmålningar från Björnstorp vid Romeleåsen samt på senare år verk med religiösa motiv utförda i olja eller akvarell. Selander är representerad vid Folkets hus och Allmänna sjukhuset i Malmö samt Norrköpings konstmuseum. 